# Bělucha

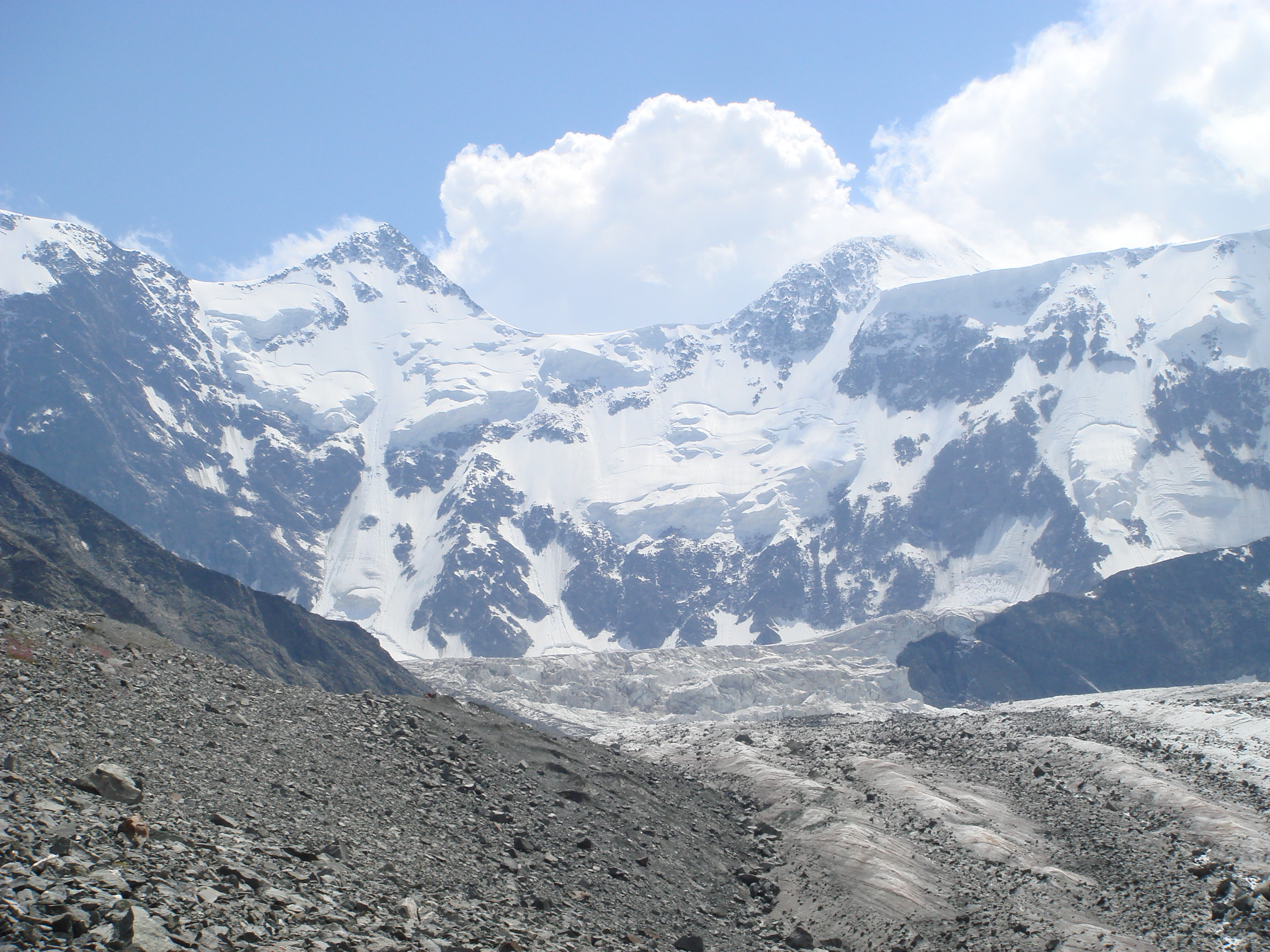
Bělucha a ledovec Akkem

Bělucha (rusky Белуха, altajsky Muzdu-tuu - Ledová hora) je se svou výškou 4506 m nejvyšší horou Ruského Altaje, celého pohoří Altaj i celé Sibiře.

## Poloha
Hora se nachází na jihu sibiřské části Ruské federace, v Republice Altaj, na rusko-kazašské hranici a blízko hranic Ruska s ČLR a Mongolskem.

## Geografie
Masív Běluchy je součástí Katuňského hřebenu a má vrcholy - západní (4435 m) a východní (4506 m) - po jejichž svazích stéká do údolí několik ledovců. Mezi největší z nich patří Šapošnikovův (délka 10,5 km) a Geblerův ledovec (délka 8,5 km).

## Náboženství
Pro buddhisty má Bělucha zvláštní význam, protože se u ní údajně nachází vchod do mystické říše Šambhala.

## Horolezecké trasy
- Západní vrchol - od Geblerova ledovce (obtížnost: 3B)
- Západní vrchol - z Černého ledovce (obtížnost: 3A)
- Východní vrchol - od Geblerova ledovce (obtížnost: 2B)
- Východní vrchol - z Běrelského ledovce (obtížnost: 3B)
- Východní vrchol - z Šapošnikova ledovce (obtížnost: 3B)